# Filoteusz (Leszczyński)
Filoteusz, imię świeckie Rafał Leszczyński, imię mnisze wielkiej schimy Teodor (ur. 1650 na Ukrainie, zm. 20 maja?/31 maja 1727 w Tiumeni) – biskup Rosyjskiego Kościoła Prawosławnego, misjonarz na Syberii, święty prawosławny. 

## Życiorys
Pochodził ze szlacheckiej rodziny Leszczyńskich. Ukończył Akademię Mohylańską w Kijowie, po czym ożenił się i przyjął święcenia kapłańskie. Po śmierci żony, jaka nastąpiła po krótkim czasie od ślubu, wstąpił do Ławry Kijowsko-Pieczerskiej. Po pewnym czasie objął w niej obowiązki ekonoma, a w 1701, zachowując tę funkcję, został równocześnie przełożonym Swieńskiego Monasteru Zaśnięcia Matki Bożej w Briańsku, ówcześnie placówki filialnej Ławry Pieczerskiej. 
4 stycznia 1702 miała miejsce jego chirotonia na biskupa tobolskiego i syberyjskiego, w której jako konsekratorzy wzięli udział metropolici: rostowski Dymitr, riazański Stefan i laodycejski Parteniusz. W swojej eparchii otworzył 288 cerkwi, zwiększając liczbę czynnych placówek duszpasterskich ze 160 do 448. Otworzył również 37 monasterów i szereg szkół przycerkiewnych, w tym część przeznaczoną wyłącznie dla ludności miejscowej, nierosyjskiej. Cerkiew przypisuje mu ochrzczenie nawet 40 tys. rdzennych mieszkańców Syberii. W okresie sprawowania urzędu przez metropolitę Filoteusza, który praktycznie stale przebywał w podróżach duszpasterskich, został utworzony od podstaw system pracy misyjnej na Syberii, kontynuowanej przez jego następców. Otworzył szkołę słowiano-łacińską w Tobolsku dla dzieci duchownych i sprowadził do niej wykształconych mnichów kijowskich w charakterze nauczycieli. Wzniósł również sobór Trójcy Świętej w Tiumeni. 
W 1711, z powodu choroby, odszedł w stan spoczynku i zamieszkał w monasterze Trójcy Świętej w Tiumeni. Złożył śluby mnisze wielkiej schimy, przyjmując imię Teodor. W 1715 ponownie powierzono mu obowiązki ordynariusza eparchii tobolskiej, które pełnił przez sześć lat. Mimo formalnego przejścia w stan spoczynku, schimetropolita Teodor kontynuował pracę misyjną, podróżując wśród rdzennych ludów Syberii i głosząc prawosławie. Zainicjował przebudowę soboru Mądrości Bożej i Zaśnięcia Matki Bożej w Tobolsku w stylu baroku kozackiego znanego mu z Ukrainy Naddnieprzańskiej. Zmarł w 1727 i został pochowany w monasterze w Tiumeni. Według Cerkwi jego ciało nie uległo rozkładowi.
Kanonizowany przez Rosyjski Kościół Prawosławny.